# Kieran Doherty
Pour les articles homonymes, voir Kieran (prénom) et Doherty (homonymie).
Kieran Doherty (irlandais : Ciarán Ó Dochartaigh), né le 16 octobre 1955 à Andersonstown et mort le 2 août 1981 à la prison du Maze, est un membre de la brigade de Belfast de la Provisional Irish Republican Army et un Teachta Dála.
Membre de Fianna Éireann à partir de 1971, il est interné sans procès à la prison du Maze de février 1973 à novembre 1975. Il est arrêté en août 1976 lors d'une tentative d'attentat à Belfast puis condamné en janvier 1978 à dix-huit ans de prison pour possession illégale d'armes et d'explosifs et à quatre ans pour vol de voiture. Emprisonné à la prison du Maze, il se joint la Blanket protest des prisonniers républicains puis à la grève de la faim de 1981 le 22 mai. 
Se présentant avec onze autres grévistes à l'élection générale de 1981 en Irlande, il est élu Teachta Dála avec Paggy Agnew le 11 juin. Il meurt de faim le 2 août après 73 jours sans nourriture, soit un jour de moins que Terence MacSwiney, lui aussi Irlandais et interné par les autorités britanniques pour ses activités pro-irlandaises.